# Jiří Skála (umělec)
Jiří Skála (* 4. srpen 1976 Sušice) je český výtvarný umělec a pedagog.   

## Život
Jiří Skála vyrůstal ve vsi Čínov u Klatov. Po vystudování oboru mechanik pro stroje a zařízení v Klatovech se v průběhu let 1998–2004 vzdělával na pražské Akademii výtvarných umění v ateliérech vedených Jiřím Davidem a Vladimírem Skreplem. V letech 2002–2003 absolvoval studijní pobyt v Centru pro současné umění Palais de Tokyo v Paříži.
Již v roce 2000 spolu s kurátorem Vítem Havránkem a vizuálním umělcem Tomášem Vaňkem založili kolektiv PAS – Produkce aktivit současnosti, který zajišťoval uskutečňování negalerijních projektů současného umění. Jeho největší realizací bylo zprostředkování stálé výtvarné výzdoby pro novostavbu Národní technické knihovny v Dejvicích (2009). Společně s výtvarným umělcem Jiřím Frantou založili a mezi roky 2004–2011 vedli výstavní prostor etc. galerie v Praze. V letech 2004 a 2008 byl Skála vybrán do finále Ceny Jindřicha Chalupeckého. Napotřetí, v roce 2009 toto prestižní ocenění pro mladé výtvarné umělce a umělkyně získal.
Veřejně se Skála poprvé prezentoval v roce 2000 na několika kolektivních výstavách v pražských negalerijních prostorách a na kolektivní výstavě Několik mladých umělců v brněnské Galerii Na bidýlku, kterou kurátorsky připravil vizuální umělec Jiří Kovanda. První samostatnou výstavu měl spolu se spolužákem Markem Therem o rok později v pražské Galerii Jelení. Následovaly výstavy v řadě českých galerií a muzeí umění, ale rovněž v Českém centru v New Yorku, v SubUrban Video Lounge v Rotterdamu nebo ve varšavské Foksal Gallery.
Jeho práce byly zařazeny na řadu kolektivních přehlídek, ze zahraničních lze jmenovat alespoň výstavy Les amis des mes amis sont mes amis v pařížské Galerii Jocelyn Wolff (2011) nebo putovní výstavu Orient (2018-2019). V letech 2005 a 2008 byl pozván na 5. a 6. Bienále mladých umělců Zvon pořádaná Galerií hlavního města Prahy. Zúčastnil se 1 Tirana Biennale (2001), 2. a 3. Prague Biennale (2005, 2007), Moskevského bienále současného umění (2009), evropského bienále mladého umění Manifesta 11 v Curychu (2016) a pražského bienále Ve věci umění (2020). V uměleckém kontextu od poloviny 10. let často užívá hovorovou formu křestního jména Jirka. Zastupuje ho pražská galerie hunt kastner.
Jako editor vypravil monografickou knihu I´m History o fotografické tvorbě Václava Stratila (2005). Vlastní umělecké projekty shrnul v tištěných autorských publikacích Jedna skupina předmětů (2010) a Litanie prekariátu (2019). Spolu se socioložkou Johanou Chylíkovou stál za vznikem knihy Hranice příležitostí, kterou představili výsledek kvalitativního výzkumu ekonomických, sociálních a kulturních nerovností mezi studujícími výtvarného umění v České republice (2022). Skálovy texty vyšly také v českých časopisech A2, Fotograf a Revue Prostor, v rumunském uměleckém časopisu Idea nebo v rakouském výtvarném časopisu Springerin.
V letech 2010–2023 působil jako asistent v Ateliéru intermedia 3 na pražské AVU. Od roku 2023 je spoluvedoucím v Ateliéru environmentu na Fakultě výtvarných umění VUT v Brně. S rodinou žije v Praze. Jeho partnerkou je vizuální umělkyně a fotografka Bára Mrázková.[zdroj?]

## Dílo
Dílo Jiřího Skály vyrůstá z vlny umění mladé generace, která na přelomu 20. století obnovila zájem o přístupy konceptuálního umění (J. Mančuška, Z. Baladrán, T. Svoboda, J. Nálevka ad.). Konkrétně u Skály se tento zájem projevil v jeho přístupu k textu, který se stal nedílnou součástí jeho výstavních projektů a performancí. Videa nebo fotografie jsou na jeho výstavách záměrně konfrontována s rozsáhlejšími literárními útvary – esejistickými a teoretickými úvahami či beletristickými povídkami. Obrazová složka výstavy může dokonce pouze dokumentárně dokládat téma, o kterém Skála pojednává v textu.
Skálova tvorba je vždy pokusem o orientaci a kritické uvažování o obecných společenských, kulturních a ekonomických podmínkách současnosti, případně nedávné minulosti. Tematicky se pohybuje kolem problematiky honorované a nehonorované práce, volného času a proměn těchto fenoménů v čase. Po roce 2022 posunul těžiště své umělecké práce k roli kulturního a sociálního kapitálu, k důsledkům jejich nedostatku a k dehumanizaci společenských tříd, které je postrádají. 

### 2000–2010: Práce, stroje, performance a práce s textem
Již Skálova raná tvorba ukazuje na postupné objevování základních témat a přístupů, jež rozvinul později. Zájem o fenomén „práce“ lze zpětně spatřovat např. v jeho asistovaných ready-made objektech z dob studií na AVU, v nichž využil pracovní nástroje (lopata, kolečko), nebo ve videu Lokální stigma (2004), v němž sledoval čtveřici malířů natírajících plátno bílým šepsem jako záznam odlišných pracovních postupů při tohoto jednoduchém přípravném úkonu. Uvažování o širších společensko-politických souvislostech práce naznačil billboardem s fotografií budovy Domu odborových svazů umístěným na parkovišti obchodního domu Hypernova v Průhonicích (2004).
S navazováním na konceptuální východiska souviselo posilování role performance a textu. Performativní rozměr měly již dvě verze jeho galerijní akce Výměna rukopisu (2006) v New Yorku a Brně. Konkrétně v první z nich se spolu s newyorskou hudebnicí Christinou Courtin po 36 dní mlčky učili rukopis druhé osoby dle navzájem si poskytnutých vzorů. Průběh akce vytvářel otázky okolo témat osobní identity a jejího vzdání se ve prospěch druhého. Pro Skálu byl ovšem také neobvyklou formou mezilidské komunikace.   
Ve smyslu přístupu k umělecké tvorbě byl pro Skálu přelomovým soubor Dvě skupiny předmětů (2007), který sestával z fotografií obráběcích strojů z továrny Škoda Klatovy, která před ukončením činnosti v roce 2005 řešila odprodejem strojů do soukromého vlastnictví své ekonomické problémy. Autory fotografií byli jejich noví majitelé, zaměstnanci továrny. Shromážděné fotografie Skála tehdy poprvé doprovodil esejem coby nedílnou součástí souboru. 
Text ve Skálově díle mívá podobu esejů či povídek, v konkrétních případech je psán přímo pro různé formy veřejného předčítání. Například pro výstavu finalistů Ceny Jindřicha Chalupeckého v roce 2008 se Skála spojil s vizuálním umělcem Zbyňkem Baladránem k vytvoření prostorové instalace s projekcemi fragmentů fiktivního vyprávění, jež volně inspiroval tzv. „čestný soud“ se zakladateli sídlištní výstavby, uspořádaný na začátku 80. let 20. století architekty střední generace ve snaze reflektovat myšlenku sociálního bydlení. Aby bylo možné text přečíst celý, museli návštěvníci do galerie přijít čtyřikrát. Autoři o instalaci mluvili jako o „experimentálním románu“.

### 2012–2018 Honorovaná a nehonorovaná práce, volný čas
Problematika vztahu k výrobním prostředkům, kterou Skála zkoumal ve Dvou skupinách předmětů, předurčila rozrůstající se spektrum témat souvisejících s fenoménem práce, volného času, výroby a spotřeby. Výstavou Třetí skupina předmětů a konfrontační čtení (2012) obrátil pozornost k důsledkům rozšíření počítačů a mobilních telefonů. Ty jsou zároveň pracovními nástroji i spotřebním zbožím, což proměnilo dřívější jasné oddělení pracovního a volného času. Dopady této proměny příkladoval na kabelce Birkin či na internetových žánrech unboxing a ASMR.
Sféry volného času a práce v jejích honorovaných a nehonorovaných podobách dále prozkoumával kvůli výstavě Hřiště: dokumenty volného času, nehonorovaná práce, rekreace a lenosti (2016). Stovky amatérských fotografií stažených z online serverů v nich roztřídil do kategorií odpovídajících zvoleným okruhům. Na výstavě prezentoval rovněž externí disk, na kterém do kategorií honorovaná práce, lenost, nehonorovaná práce, prokrastinace, rekreace, spánek a volný čas roztřídil veškerá digitální data z vlastních technologických zařízení.
Výstavu Jabberwocky ve varšavské Foksal Gallery rámovalo téma emancipace. Vystavená pozdní díla tkalce Bohdana Mrázka, která vytvořil již bez vazby na průmyslovou výrobu, v nich Skála doprovodil performancí několika osob „spících“ na podlaze. Spánek Skála považoval za „jedinou možnou funkční emancipační techniku“ odpojení se od technologické civilizace.
V 2. polovině 10. let začal intenzivněji fotografovat a vystavovat vlastní analogové fotografie. Na fotografické výstavě Žánry každodennosti (2017) v Entrance Gallery tematizoval jak nezřetelnou hranici mezi pracovním a volným časem, tak na vlastním příkladu prezentovaný ideologický tlak na setrvání v pracovním režimu. Kvůli výstavě Ve stínu lva (2018) v pražské Fotograf Gallery pro změnu fotograficky zdokumentoval tištěné materiály z různých historických období, aby z nich vyplynuly hlavní rysy našich kolektivních představ o trávení volného času.

### 2022–2025: Zneviditelněné skupiny, jejich aspirace a koloběh živin
Na samostatných výstavách v letech 2022–2025 věnoval Skála bližší pozornost tématu kulturního a sociálního kapitálu coby podmínky společenského úspěchu. Prostřednictvím povídek a anonymizovaných fotografických portrétů alegoricky komentoval dehumanizaci manuálně pracujících na úroveň „nemrtvých“ zombies, a zároveň akcentoval motiv touhy po překonání nedostatku kulturního kapitálu (Aspirace cizích těles, 2022). Také v souboru upravených fotografií z internetu #selfienation (2021-2024) se věnoval tématu společenských aspirací, tentokrát obsažený ve fenoménu selfie fotografií. 
Výstavou Metabolická trhlina, na které roku 2023 spolupracoval s umělcem a analytikem politické ekonomie potravinových systémů Tomášem Uhnákem, sledovali chybění důležitého článku v současné zemědělské produkci a v koloběhu živin v přírodě – nevyužívání lidských exkrementů.
V roce 2024 se Skála navrátil k tématu práce, když pro výstavu Work in Process v pražské Fotograf Gallery vytvořil fotograficko-textovou montáž bez názvu (něco, čemu bychom rádi dali název, ale neustále se nám to nedaří). Za využití Marxova dělení na konkrétní a abstraktní práci se v ní zaměřil na pocity odcizení u pracovnictva této neziskové kulturní instituce.

## Výstavy, publikace, zastoupení ve sbírkách

### Samostatné výstavy a performance (výběr)
2001 Microfiltration. Galerie Jelení (s Markem Therem)
2002 Hygiena. Galerie Display, Praha 
2004 Lokální stigma. Centrum současného umění Futura, Praha 
2005 Pacifik nemá paměť. Galerie Eskort, Brno 
2006 Výměna rukopisu. Art in General, New York / Moravská galerie v Brně, Pražákův palác, Brno (galerijní performance) 
2007 Dvě skupiny předmětů. hunt kastner, Praha 
2010 Zprávy ve stavu ohrožení. České centrum New York 
2012 Třetí skupina předmětů a konfrontační čtení. hunt kastner, Praha (výstava a série performancí)
2013 Průvodce. Topičův salon, Praha (série performancí, spolu s Alešem Čermákem)   
2013 Aleš Čermák, Jiří Skála. Galerie Jelení, Praha
2013 Monument of Coercion. SubUrban Video Lounge, Rotterdam 
2014 Jabberwocky. Foksal Gallery, Varšava (s Bohdanem Mrázkem)
2015 Jirko, pracuj! Galerie Měsíc ve dne, České Budějovice 
2016 Jirko, neprokrastinuj! Galerie Luxfer, Česká Skalice 
2016 Jirko, neprokrastinuj! Galerie Luxfer, Česká Skalice 
2016 Hřiště: dokumenty volného času, nehonorovaná práce, rekreace a lenosti. etc. galerie, Praha (s hostem Tomášem Uhnákem)
2017 Žánry každodennosti. Entrance Gallery, Praha
2018 Ve stínu lva. Fotograf Gallery, Praha 
2022 Aspirace cizích těles. hunt kastner, Praha
2023 Metabolická trhlina. Galerie VI PER, Praha (s Tomášem Uhnákem)
2024 Aspirace jako past, aspirace jako ctnost. Galerie Dukla, Ostrava 
2024 Ztracení a nalezení. Ateliér Josefa Sudka, Praha 
2025 Děkujeme, že nám vládnete. Artwall, Praha 

### Autorské knižní publikace
Skála, Jiří (ed.): Václav Stratil. I´m History. tranzit.cz, Praha, 2005. ISBN 80-903452-3-9
Skála, Jiří: Jedna skupina předmětů / One Family of Objects. tranzit.cz, Praha, 2010. ISBN 978-3-03764-113-2
Skála, Jiří: Litanie prekariátu. Akademie výtvarných umění v Praze, Praha, 2019. ISBN 978-80-87108-86-4
Skála, Jiří – Chylíková, Johana: Hranice příležitostí. Akademie výtvarných umění v Praze, Praha, 2022. ISBN 978-80-88366-27-0

### Zastoupení ve sbírkách
Jiří Skála je svými díly zastoupen ve sbírkách domácích veřejných institucí (Moravská galerie v Brně, Galerie moderního umění v Hradci Králové), ve sbírce Frac Lorraine ve francouzských Metách a v soukromých českých sbírkách Magnus Art a Sbírka Marek.